# Șevcenkivske, Zaporijjea
Șevcenkivske (în ucraineană Шевченківське) este un sat în comuna Stepne din raionul Zaporijjea, regiunea Zaporijjea, Ucraina.

## Demografie
Componența lingvistică a localității Șevcenkivske
     Ucraineană (88,42%)
     Rusă (10,45%)
Conform recensământului din 2001, majoritatea populației localității Șevcenkivske era vorbitoare de ucraineană (88,42%), existând în minoritate și vorbitori de rusă (10,45%).